# エルネスト・マンデル

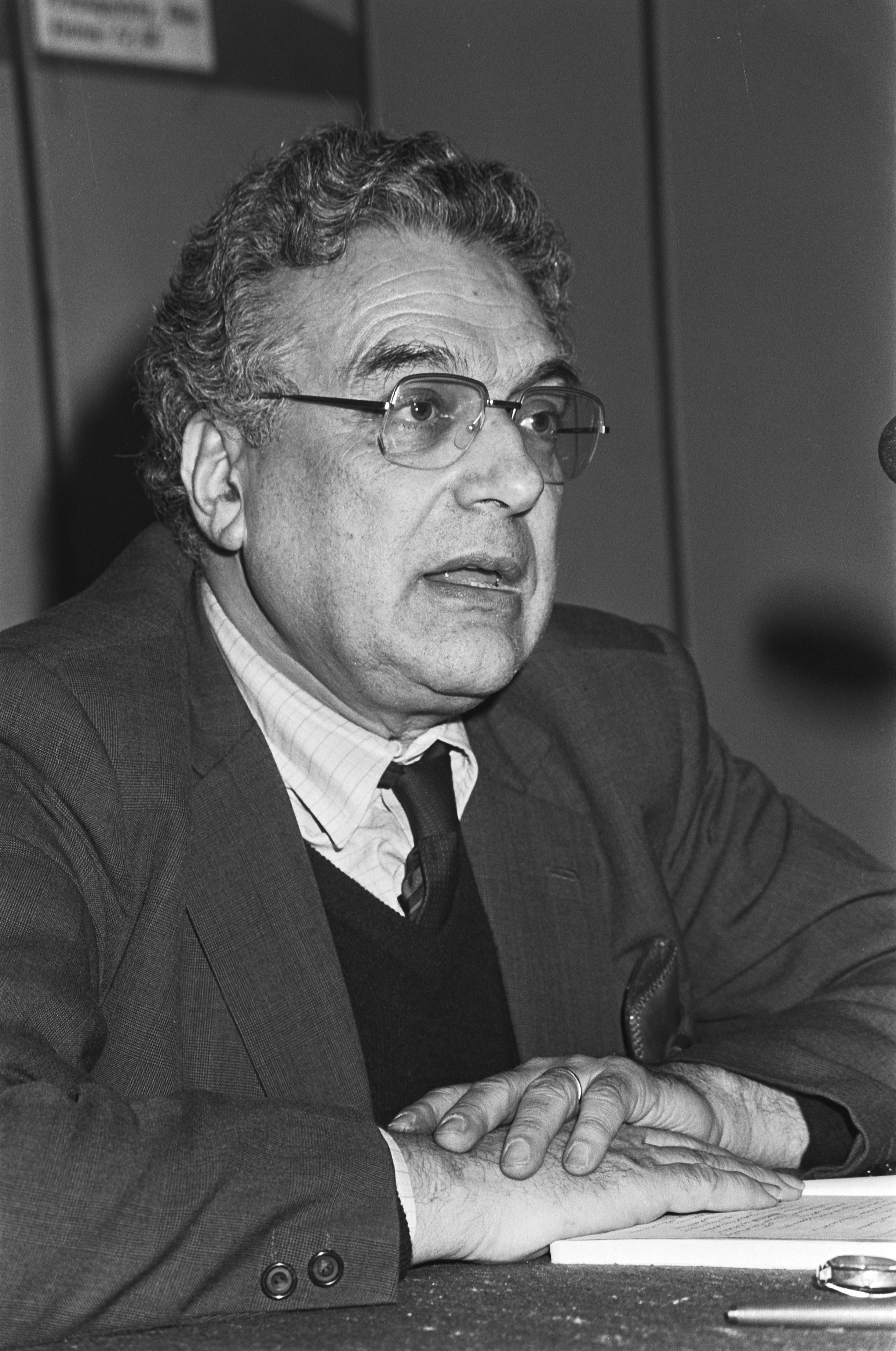
討論会に臨むマンデル（1982年）

エルネスト・マンデル（Ernest Ezra Mandel、1923年4月5日 - 1995年7月20日）は、第四インターナショナル（統一書記局派）の指導者の一人。

## 来歴
ドイツのフランクフルト・アム・マインに生まれ、のちベルギーのアントウェルペンに移住する。ポーランド系ユダヤ人移民の父親は、ローザ・ルクセンブルク、カール・リープクネヒトらが指導したスパルタクス団のメンバーで、ロシア・ソビエト政権が発足した時にはベルリンで宣伝活動に当たっていたこともあったが、第一次世界大戦後には社会主義運動から離れていた。そのため、家にはカール・マルクス、ウラジーミル・レーニン、レフ・トロツキーの著書や、コミンテルンの機関誌『インプレコール』のバックナンバーが本棚に並んでいたと言う（『向こう見ずな若者の幸運』 「トロツキー研究所」（外部リンク参照）収録）。
第二次世界大戦中に、15歳でトロツキスト系の反ナチレジスタンス組織に参加。二度捕らえられ、二度強制収容所から脱走するが、終戦をドイツのドーラ強制収容所で迎えることになる。戦争の後、マンデルはベルギーのトロツキストおよび第四インターナショナルの国際書記局の最も若いメンバーの両方のリーダーとなった。彼は明瞭で活発なスタイルを持った、正統派マルクス主義理論家、および才能のある討論者そして多作のジャーナリストとして尊敬を獲得した。第四インターナショナルでの組織名はErnest Germain (ジェルマン)であった。
第四インターナショナルの1946年の世界会議の後、マンデルは第四インターナショナルの国際書記局の指導部へ選ばれた。マンデル自身が第四インターナショナルの方針である「加入戦術」に従って、ベルギーの社会党に加わる。ベルギーのサンディカリスト（労働組合主義者）であるアンドレ・ルナールらと協力関係を持つが、マンデルと仲間たちは、キリスト教社会主義者との連合に反対し、反ストライキ立法に反対するゼネラル・ストライキからしばらくして社会党から追放された。
マンデルは、「第四インターナショナル国際書記局」と社会主義労働者党 (アメリカ合衆国)の1963年の再統一の主な提唱者の一人だった。再編成は「第四インターナショナル統一書記局（USFIあるいはUSec）を形成した。1995年のその死まで、マンデルは、統一書記局およびそのベルギーの支部である社会主義労働者党 (SOP) の最も著名なリーダーおよび理論家だった。
1962年のフランス語のマルクス主義者経済理論の出版まで、マンデルのマルクス主義者としての記事は様々なペンネームで書かれた。また、経済学者としての彼の活動は左翼運動の外部でほとんど知られていなかった。彼は1967年に大学研究を再開し、1968年には社会主義、帝国主義および革命に関する討論会をヨーロッパとアメリカの学生キャンパスで開催し、マルクス主義政治家として有名になっていく。1968年4月、彼は労働者階級に代わって学生が前衛的役割をはたすことを期待した講演をおこなった。1968年のパリ五月革命に際して、群集に自らの車を燃やされてしまったマンデルが「これが革命だ！」と叫んだ、というエピソードが残されている。
西ドイツ（またアメリカ、フランス、スイスおよびオーストラリアを含むいくつかの国々）から公式に入国を禁止されたが、マンデルは著作『後期資本主義』によって、1972年にベルリン自由大学からの博士号を獲得した。また、彼は、続いてブリュッセル自由大学で講師となる。1978年には『資本主義発展の長期波動』のトピックで、 ケンブリッジ大学で講義を行った。
マンデルは、政治的な抑制を受ける多数の反体制左翼知識人を代表してキャンペーンを行った。第三世界諸国の債務帳消し運動を擁護し、ミハイル・ゴルバチョフの時代に1936年から38年までの「モスクワ裁判」での被告とされた人々の名誉回復のための請願の先頭に立った。70代に入っても、「社会主義的な自由と民主主義」のビジョンを擁護するために、ロシアを訪れた。
マンデルは、その生涯に合計しておよそ2,000の記事および約30冊の本を公表し、多くの言語に翻訳された。マンデルは、「古典的マルクス主義」をスターリン主義の経験および冷戦による歪曲から防衛し、次世代に継承することを使命と考えていた。そして、マンデルは、重要なマルクス主義者概念について学者および活動家に多大な影響を及ぼした。
マンデルに対して「スターリン主義に寛大すぎる」あるいは、「経済的な見通しから理論を組み立てる革命的楽観主義」、また、「トロツキズムを右翼的に修正した人物」などとして、ミシェル・パブロと並べて批判するトロツキスト潮流もある。

## 日本語訳著書

### 単著
- 『カール・マルクス――<経哲草稿>から<資本論>へ』（河出書房新社, 1971年）
- 『現代資本主義の抗争』（東洋経済新報社, 1972年）
- 『現代マルクス経済学（1-4）』（東洋経済新報社, 1972年-1974年）
- 『ドルの没落』（柘植書房, 1973年）
- 『官僚論・疎外論』（柘植書房, 1978年）
- 『現代マルクス主義入門――社会的不平等から階級なき社会へ』（柘植書房, 1978年）ISBN 4-8068-0156-9
- 『プロレタリア組織論――《党-前衛-大衆》の弁証法』（柘植書房, 1978年）
- 『ユーロコミュニズム批判』（柘植書房, 1978年）
- 『現代の世界恐慌――国際資本主義の動態分析』（柘植書房, 1980年）
- 『後期資本主義（1-3）』（柘植書房, 1980年）ISBN 4-8068-0286-7 他
- 『マルクス主義と現代革命』（柘植書房, 1980年）
- 『トロツキーの思想』（柘植書房, 1981年）
- 『スターリンと闘った人々――オールド・ボリシェヴィキの回想録』（柘植書房, 1987年）
- 『資本主義発展の長期波動――ケンブリッジ大学特別講義録』（柘植書房, 1990年）
- 『1917年10月――クーデターか社会革命か』（つげ書房新社, 2000年）ISBN 4-8068-0435-5

### 編著
- 『労働者管理・評議会・自主管理（上・下）』（柘植書房, 1973年）